# Col de Dame Blanc
Col de Dame Blanc es un cultivar de higuera tipo Higo Común Ficus carica unífera, de higos color verde claro amarilleando. Se cultiva principalmente en la zona sur de Francia

## Sinonimia
- „Col de Dame Blanco“,
- „Col di Signora“,
- „De la Pera“,
- „Catalana“,
- „Breva Q“,
- „Fraga“.[5]

## Características
Los higos Col de Dame Blanc es una variedad tipo Higo Común unífera, tienen forma piriforme de tamaño medio y en condiciones de secano aparecen también cucurbiformes. Su fina piel es de un hermoso color verde claro amarilleando y su carne roja y rosada. La piel presenta buena consistencia y la pulpa es dulce y muy pastosa.
Con una producción media de higos, que maduran desde mediados de agosto a mediados de octubre. Esta variedad está especialmente adaptada a terrenos frescos.
Presentan buena aptitud tanto para la manipulación en fresco como para el secado. Es preferible cultivarla en terrenos frescos.

## Cultivo de la higuera en Francia
Los huertos de cultivo de higos en Francia representa aproximadamente 430 hectáreas para una producción nacional de 3.500 toneladas en promedio. 
El Var proporciona dos tercios de esta producción, con la variedad de Burjasot Negro que está considerada como AOC. En la segunda posición se encuentra Bouches-du-Rhône (Bocas del Ródano: 260 toneladas)(según datos 2007)
Es la variedad « „Figues longues noires de Caromb“ » cultivada en la zona de Caromb con unas 137 toneladas, representa el 5% de la producción nacional de higos, por la cual el departamento de Vaucluse figura en 3ª posición de la producción de Francia (2007).